# Сарајевска богословија
Сарајевска богословија је била православна богословија, основана царским указом од 19. септембра 1882. године, којим је одобрено да се оснује богословија у Рељеву за епархије сарајевску, зворничку и мостарску. Богословија је привремено отворена у Сарајеву 30. септембра 1882. године у Ћемалуша улици и радила је две године у Сарајеву под именом Источно православно свештеничко сјемениште.
Први ректор био је архимандрит Ђорђе Николајевић, а наставници су били Ђорђе Магарашевић, Стево Прокопић, Иван Поповић, Симо Чајкановић и Петар Ђенић.
Од отварања 1882. године, па до 1941. године Сарајевску богословију је завршило 860 свештеничких кандидата. Међу њима био је знатан број потоњих културно-просветних радника и оних који су заузимали високе положаје у Српској Цркви. То су пре свега блаженопочивши митрополити Дабробосански Петар Зимоњић, др Нектарије Круљ, Владислав Митровић, затим епископи др Симеон Поповић, Николај Јокановић и епископ жички Стефан, као и патријарх Српски Павле.
Према непотпуним подацима, у првим данима Независне Државе Хрватске, 1941. године, усташе су на најгрознији начин, само због тога што су били српски православни свештеници, убили педесет седморицу свештеномученика који су завршили Сарајевску богословију, а Немци и Италијани једанаест.

## Историја богословије

### Историјска позадина
Од престанка рада Бањалучке богословије 1875. године па до окупације Босне и Херцеговине од Аустроугарске 1878. године, у БиХ  није било ниједне богословске школе, али било је српских основних школа, као и Српска гимназија у Сарајеву која је престала са радом 1883. године због сметњи од окупаторске власти и услед материјалних потешкоћа. Ниво образовања тадашњег свештенства у Босни и Херцеговини био је веома низак, тако да се осећала потреба за отварањем богословије. Требало је новим школованим кадровима попунити приличан број упражњених парохија. Према подацима из 1882. године у Босни и Херцеговини чак 33 парохије биле су упражњене.

### Активности за отварање богословије
Акција за отварање богословске школе покреће се у Сарајеву, пошто је у њему био војнички, административни, политички, просветно-школски, економски и верски центар. Акцију за отварање богословије водио је, тада архимандрит Сава Косановић, познат по свом националном и црквено-просветном раду и који је уживао велики углед не само у Сарајеву него и у целој Босни. 
Први његов покушај, из марта 1879. године, да од аустријских власти добије дозволу да отвори богословију завршио се неуспехом. Овај неуспех није обесхрабрио ни зауставио Косановићева настојања. У споразуму са Црквено-школском општином он јула 1879. године подноси Земаљској влади у Сарајеву, „Кратки нацрт” о оснивању богословије. У образложењу свог предлога Косановић је констатовао необразованост свештенства у Босни и Херцеговини и истакао потребу да се током наредне четири године пружи могућност свештеничким кандидатима да се образују за свој позив. Предложио је да се отвори семинаријум у Сарајеву за који би било потребно пет до шест професора. Ако би власти дозволиле да се отворе три семинаријума – у Сарајеву, Мостару и Тузли, онда би за сваки од њих била потребна по три професора. Што се тиче материјалних трошкова, нацртом се предвиђа да имућнији свештеници плаћају за своје синове књиге, одело и храну. Рачунало се и на помоћ српског народа у Босни, која би била разрезана на цео православни народ и уз државни порез скупљана. Недостатак средстава надокнађивала би влада из државних прихода.
Нацртом је било предложено да се предају следећи предмети: црквена историја оба Завета, старословенска граматика, Свето писмо, литургика, пастирка, догматика или катихизис, наука о правилном свршавању Св. Тајни и других обреда црквених и црквено појање. Поред духовних, ако буде услова, предложени су за наставу и ови предмети: српска граматика са писменим саставима, хигијена, наука о земљодјелству, рачун и нешто из природнице. Оно што је веома битно, нацртом је разграничена надлежност државе и Цркве у погледу семинаријума.
Влада је из својих интереса показивала спремност да удовољи жељи Косановића и Срба у Босни. Зато је Косановићев нацрт предат на разматрање владином тајнику др Милутину Кукуљевићу. Он је прилично брзо израдио „Привремену основу об устроју богословског училишта за православно свећенство Босне и Херцеговине у Сарајеву”, где је у дванаест чланова изнео мишљење владе о овом питању.
„Привременом основом” је углавном усвојен Косановићев нацрт, али има и разлика. 
Архимандрит Косановић и четири члана Црквене општине саставили су примедбе на „Привремену основу” 19. децембра 1879. године. 
Очигледно је да се Земаљска влада „Привременом основом” борила да обезбеди себи више учешћа у управи школом, чему се Косановић са члановима Црквене општине супротставља. Њему је био циљ да школа има националан карактер, и у том смислу предлаже да се међу наставне предмете уврсти српски језик и књижевност, у чијем оквиру би се обрађивала и српска историја кад као посебан предмет већ не постоји. Нарочито је инсистирао да се настава држи на српском језику, насупрот „народном босанском језику”, да управитељ школе и професори буду православни Срби и да се школују ван Аустрије, на православним универзитетима. За све ове захтеве Косановић је имао и те како јаке разлоге – због опасности од унијатске пропаганде.
Године 1881. Косановић постаје митрополит Дабробосански. Као личност од утицаја он сада користи своје пријатељске везе и обраћа се свима који му могу помоћи да се богословија отвори. Боравећи у Бечу приликом свадбе царевића Рудолфа, лично је молио цара Фрању Јосифа да помогне оснивању богословске школе у Босни. Цар му је обећао „сву наклоност и потпору ради уређења теологије (богословије)”.
Упорни митрополит Косановић је 1882. године о питању богословског образовања писао и влади. У подужем писму он објашњава колики значај има образовано свештенство за народ и државу. Зато, упозорава митрополит, „православна богословија не треба да буде једина позиција у економији државној на којој штедња мора да превазилази сваку границу”. У писму Феодору Демелићу, утицајној личности у Бечу, моли да са садржајем његовог писма упозна цара и високо министарство јер као православни митрополит нема поверење у људе у Земаљској влади „којима је поверен реферат и устројство православне семинарије”. На крају писма тражи да му влада пошаље архимандрита Никодима Милаша да му помогне да са успехом заврши све послове у епархији.

### Доношење дозволе о отварању богословије
Упоран рад митрополита Саве на оснивању богословије уродио је плодом. Министар финансија Калај обавестио је митрополита приватно да је влада дозволила да се отвори богословија, под условом да Црквено-школска општина да погодно земљиште за подизање зграде, а трошкове градње сносила би влада. О овој радосној вести митрополит Сава је обавестио Црквено-школску општину на седници 1. августа 1882. године. На седници је одлучено да се богословија привремено смести у једну од школских зграда. Што се тиче земљишта, Црквено-школска општина није била спремна да у граду уступи погодно земљиште, јер је имала подозрења према школи коју ће држава издржавати. Захваљујући оваквој одлуци влада је почела да отеже са отварањем богословије; обавестила је митрополита да ни она нема погодног земљишта за градњу богословије у граду нити пак у близини. Понудила је земљиште у Илијашу. Због удаљености места, овај предлог митрополит је одбио.
Пошто Црквено-школска општина није дала земљиште за подизање зграде богословије код Саборне цркве, а Илијаш није прихватио због удаљености, митрополит је одлучио „...да бесплатно и драговољно уступим Преузвишеној Влади и моме миломе народу, један дијел мога сопственог земљишта покрај ријеке Босне у селу Рељеву. За накнаду овога земљишта ја не тражим никакве новчане награде осим једне успомене и два метра простора у цркви да ме, кад буде Божја воља, тамо положе ради вјечног мирног почивања”. Оваквом митрополитовом одлуком испуњен је услов владе.
Да би имала контролу над школом, влада је прихватила предлог да се новооснована богословија издржава о државном трошку, да се прими дванаест ученика са завршеном основном школом и петнаест година старости из све три епархије у Босни. Према овом плану из Сарајевске епархије требало је да се прими шест питомаца а из Зворничке и Херцеговачке епархије по тројица. Кандидате предлажу влади епископи, а она доноси коначну одлуку. Влада је одредила плату за професоре, задржала је за себе право да поставља ректора и главног професора, одредила предмете који ће се изучавати. За прву годину одређени су ови предмети: црквенословенски језик, катихизис, Библија И део, српски језик, географија, математика и природопис. Из изложеног се види да је влада имала сва права да уређује богословију. Митрополит Косановић није уложио приговор да се не би одуговлачило са отварањем школе; он је знао да поменути указ, уосталом, нема коначну законску форму.

## Отварање богословије
Богословија је привремено отворена у Сарајеву 30. септембра 1882. године у Ћемалуша улици. Митрополит Сава је предао Завод на управу архимандриту Ђорђу Николајевићу, кога је влада послала уместо Никодима Милаша. 
Школовање је трајало четири године. Поред ректора Николајевића наставници су били: Ђорђе Магарашевић, Стево Прокопић, Иван Поповић, Симо Чајкановић и Петар Ђенић. Школа је била интернатског типа. Први ученици су били: Адамовић Никола из Травника, Бјелановић Ђорђе из Сарајева, Врањешевић Станко из Босанске Крупе, Гргуревић Марко из Ратишеваца, Даниловић Душан из Требиња, Ђокић Тодор из Брчког, Ковачевић Стево из Бихаћа, Павловић Танасије из Обудовца и Пејовић Владимир из Бијелог Поља.

## Сарајевска богословија у Рељеву
Освећење камена темељца зграде за богословију у Рељеву извршено је 19. маја 1883. године. Исте године, јуна месеца, влада је издала „Статут за источно-православно свештеничко сјемениште у Сарајеву”. Статутом је предвиђено да школа траје осам година. Поред богословских изучавали би се и световни предмети а на крају године полагали би се разредни испити. План о осморазредној богословији није остварен због прилика и оскудице у наставном особљу.

## Сарајевска богословија 1920 — 1940. године
По завршетку Првог светског рата 1920. године успостављена је Српска патријаршија. Уредбом Српске патријаршије из 1920. године школовање у свим богословијама па и Сарајевској трајало је пет година. Све богословије су сведене у ранг средњих школа. Петоразредну Сарајевску богословију завршило је 260 богослова. Ректор Богословије је био протопрезвитер др Томо Поповић. У школи је предавало 16 наставника. Нове промене у наставном плану извршене су 
школске 1928/29. године. Од те године почиње постепено да ради шесторазредна Богословија. Последња генерација петоразредне Богословије је матурирала школске 1934/35. године. Шесторазредну Богословију до 1940. године завршило је 129 богослова. Ректор шесторазредне Богословије био је протопрезвитер-ставрофор Василије Ристић са 15 професора.
Богословија је имала своју библиотеку. Први који је библиотеци поклонио 100 књига био је митрополит Сава Косановић. Касније се библиотека попуњавала поклонима и куповином књига. Године 1939/40. професорска библиотека осим ђачке имала је 6.610 књига, од тога 3.642 богословске садржине и 2.968 световне.
У Богословији су постојала ђачка удружења: Свети Саво, Савез трезвене младежи, Подмладак Црвеног крста, Јадранска стража и подружница Феријалног савеза. Удружења су повремено приређивала духовне академије са предавањима у Сарајеву и његовој околини.
С обзиром да је Богословија спремала свештеничке кандидате, централно место у настави заузимала су свакодневна и празнична богослужења. У Рељеву су богослужења вршена у школској капели посвећеној Св. Николи; у Сарајеву, преко зиме, у школској капели, а у топлије време ученици су одлазили у Саборну цркву, повремено и у друге цркве.
Богословија је престала да ради избијањем Другог светског рата, 1941. године. Те године у шестом разреду је било 40 ученика, несуђених матураната. Они су се заједно са осталим богословима нашли у ратном вихору.

## Рад на обнови богословије
После завршетка Другог светског рата Сарајевској богословији није дозвољено да обнови рад. Градски народни одбор је зграду Богословије у Сарајеву ставио на располагање Просветном одељењу под закуп на 20 година. У згради је био смештен Технички, потом Економски факултет. Године 1960. зграда је национализована. Жалба Црквене општине поводом национализације зграде републичким и савезним органима није уважена.
Српска православна црква је непрекидно тражила да јој се зграда врати, поготово од 1972. године, кад су враћени објекти Исламској верској заједници и Римокатоличкој цркви у Сарајеву. Пошто се са враћањем зграде Богословије отезало, Свети архијерејски сабор Српске православне цркве је 16. маја 1977. године, на предлог епископа из Босне и Херцеговине, обновио Сарајевску богословију под именом Српска Православна духовна академија у Сарајеву. 
На враћању зграде посебно је инсистирала Митрополија у Сарајеву. Одржано је много састанака са представницима власти на којима је у име Митрополије учествовао протојереј Лазар Васиљевић. Економском факултету је одговарало да се што дуже задржи у згради бивше Сарајевске богословије. У том циљу факултет је додатно компликовао ситуацију, тако да је уз зграду богословије, без сагласности цркве, 1954. године дозидан анекс. 
Отварање Духовне академије било је хитно због школовања кандидата за свештенички позив, којих је из ове републике највише и било у богословијама које су радиле. Осим тога, ваљало је обезбедити кадрове за верску наставу, јер су припреме за увођење верске наставе у школе биле у току. Пошто се из једног дела зграде богословије Економски факултет иселио, Просветни одбор при Светом архијерејском синоду, имајући у виду хитност решења овога питања, на седници од 29. новембра 1991. године одлучио је да умоли митрополита Владислава да прими половину зграде која је слободна пошто је добијено довољно уверавања да ће и остали део зграде бити исељен. Овај предлог је 30. новембра прихватио и Свети архијерејски синод.
Економски факултет је 1. јануара 1992. године званично доставио допис о уступању дела пословних просторија Српској православној цркви у старом делу пословне зграде бивше богословије у Сарајеву. 
У међувремену политичка ситуација у Босни и Херцеговини је постајала све сложенија. Сада је постало јасно да се неће моћи реализовати одлука Светог архијерејског сабора о отварању Духовне академије у Сарајеву. Ситуација се додатно искомпликовала болешћу митрополита Владислава. Имајући у виду ове разлоге Свети архијерејски сабор је на седници од 20. маја 1992. године предложио епископима у Босни и Херцеговини „да предузму одговарајуће мере за отварање Духовне академије, односно богословије, у месту где то буде могуће” и да о томе обавесте Свети архијерејски синод.